# Bafq
Bāfq (farsi بافق) è il capoluogo dello shahrestān di Bafq, circoscrizione Centrale, nella provincia di Yazd in Iran. Aveva, nel 2006, una popolazione di 30.867 abitanti. Si trova a sud-est di Yazd.